# Ersen Martin
Ersen Martin (* 23. Mai 1979 in Marktredwitz; † 19. März 2024 in Izmir) war ein deutsch-türkischer Fußballspieler. 
Aus der Jugend des Vereins entstammend, spielte er in einem Bundesligaspiel für den 1. FC Nürnberg. Mit mehr als 100 Einsätzen und wichtigen Toren für Denizlispor gehört er dort zu den bedeutenden Spielern der Vereinsgeschichte. Er verbrachte zwei Jahre bei Recreativo Huelva in der ersten spanischen Liga. Für die türkische Nationalmannschaft spielte er dreimal.

## Sportliche Laufbahn

### Vereinskarriere
Sein Heimatverein war der mittelfränkische Baiersdorfer SV. Von dort wechselte er in die Jugend des 1. FC Nürnberg. Nach zwei Jahren dort schaffte er den Aufstieg in die Kampfmannschaft des Clubs. Am 17. Spieltag der Saison 1998/99 kam er in den letzten 20 Minuten des Bundesligaspiels beim SC Freiburg zum Einsatz, das der Club mit 0:1 verlor. Das blieb sein einziges Bundesligaspiel und seine Mannschaft stieg am Saisonende ab.
Er hatte aber Interesse beim türkischen Erstligisten Beşiktaş Istanbul erweckt. Beim Istanbuler Traditionsverein kam er auf 19 Partien, wurde aber nach einer Saison an Siirtspor ausgeliehen. Danach wechselte er für ein Jahr zu Göztepe Izmir. 2002 folgten drei Jahre bei Denizlispor, wo er in 87 Ligaspielen 30 Treffer erzielte. Danach folgte ein Jahr bei Ankaraspor.
Zu Beginn der Saison 2006/07 war er zusammen mit Musa Büyük von Ankaraspor für einen Spielertausch gegen Adem Koçak, Mehmet Yilmaz sowie Ardijan Đokaj zu Trabzonspor gewechselt. 
Nachdem er noch am zweiten Spieltag der darauffolgenden Saison ein Ligaspiel für Trabzonspor bestritten hatte, wechselte Ersen Martin für eine Ablösesumme von 1,1 Mio. Euro in die spanische Primera División zu Recreativo Huelva. In seinen zwei Saisonen dort kam er auf 25 Ligaspiele in denen er 3 Tore erzielte. 
Nachdem sein zweites Jahr in Spanien mit dem Abstieg geendet hatte, kehrte er wieder in die Türkei zurück, wo er in der Süper Lig für Sivasspor, Vestel Manisaspor und Kasımpaşa Istanbul antrat. Während er sich bei Sivasspor und Vestel Manisaspor nicht durchsetzen konnte, fand er bei Kasımpaşa Istanbul zur alten Form zurück. Mit seinen Toren sorgte er dafür, dass seine Mannschaft lange Zeit im Abstiegskampf mit dabei war. Nachdem der Abstieg nicht verhindert werde konnte, ging er mit seiner Mannschaft in die zweitklassige TFF 1. Lig. Hier wurde er vom neuen Trainer Uğur Tütüneker nicht mehr in der Stammformation bevorzugt.
Zur Winterpause der Saison 2011/12 löste er seinen laufenden Vertrag mit Kasımpaşa auf und wechselte zu Gençlerbirliği Ankara. Ausschlaggebend für den Transfer war der Trainer Fuat Çapa, der in der Vorsaison Martins Trainer bei Kasımpaşa gewesen war.
Bei Gençlerbirliği kam Martin zu lediglich drei Einsätzen, so wurde sein zum Saisonende auslaufender Vertrag nicht verlängert. Zur neuen Saison wechselte er zum Drittligisten Eyüpspor. Ausschlaggebend an dem Wechsel war, dass der ehemalige Teamkollege Martins, Murat Şahin, jetzt bei Eyüpspor als Trainer tätig war. Insgesamt spielte er 256 Mal in der Süper Lig und erzielte dabei 73 Tore.

### Auswahleinsätze
Er hatte die doppelte Staatsbürgerschaft (türkisch und deutsch), absolvierte drei Einsätze für die türkische Nationalmannschaft und spielte insgesamt achtmal für die U-19- und U-21-Jugendmannschaften der Türkei.

## Tod
Martin erlitt im Mai 2022 einen Aortenriss und blieb bis zu seinem Tod am 19. März 2024 im Alter von 44 Jahren im Krankenhaus.

## Trivia
Martins jüngerer Bruder, Erkan, war ebenfalls Fußballspieler.